# 錢汝梁
錢汝梁（？—？），字用甫，號养菴，浙江湖州府歸安縣人，民籍，明朝政治人物。

## 生平
萬曆七年（1579年）己卯科浙江鄉試第六十八名，萬曆十一年（1583年）癸未科會試第九十八名，登三甲第三十八名進士。刑部觀政，本年授直隶江阴县知县，十五年調簡，調宁晋县，十九年丁憂，二十一年補山东新城县，二十三年升南工部主事，二十四年差芜湖抽分，二十六年升郎中，二十八年升庐州知府，三十二年改姓卜汝梁，同年升河南副使、淮徐兵备。。补山西副使分巡冀南，署布政，岁旱，殚心綏撫，人不知荒，请归养母，卒于家。

## 家族
曾祖錢瓊；祖父錢傑；父卜明，曾任壽官。母宋氏。